# Chilomycterus atringa
Chilomycterus atringa är en fiskart som först beskrevs av Carl von Linné 1758.  Chilomycterus atringa ingår i släktet Chilomycterus och familjen piggsvinsfiskar. Inga underarter finns listade i Catalogue of Life.